# Colette Flesch

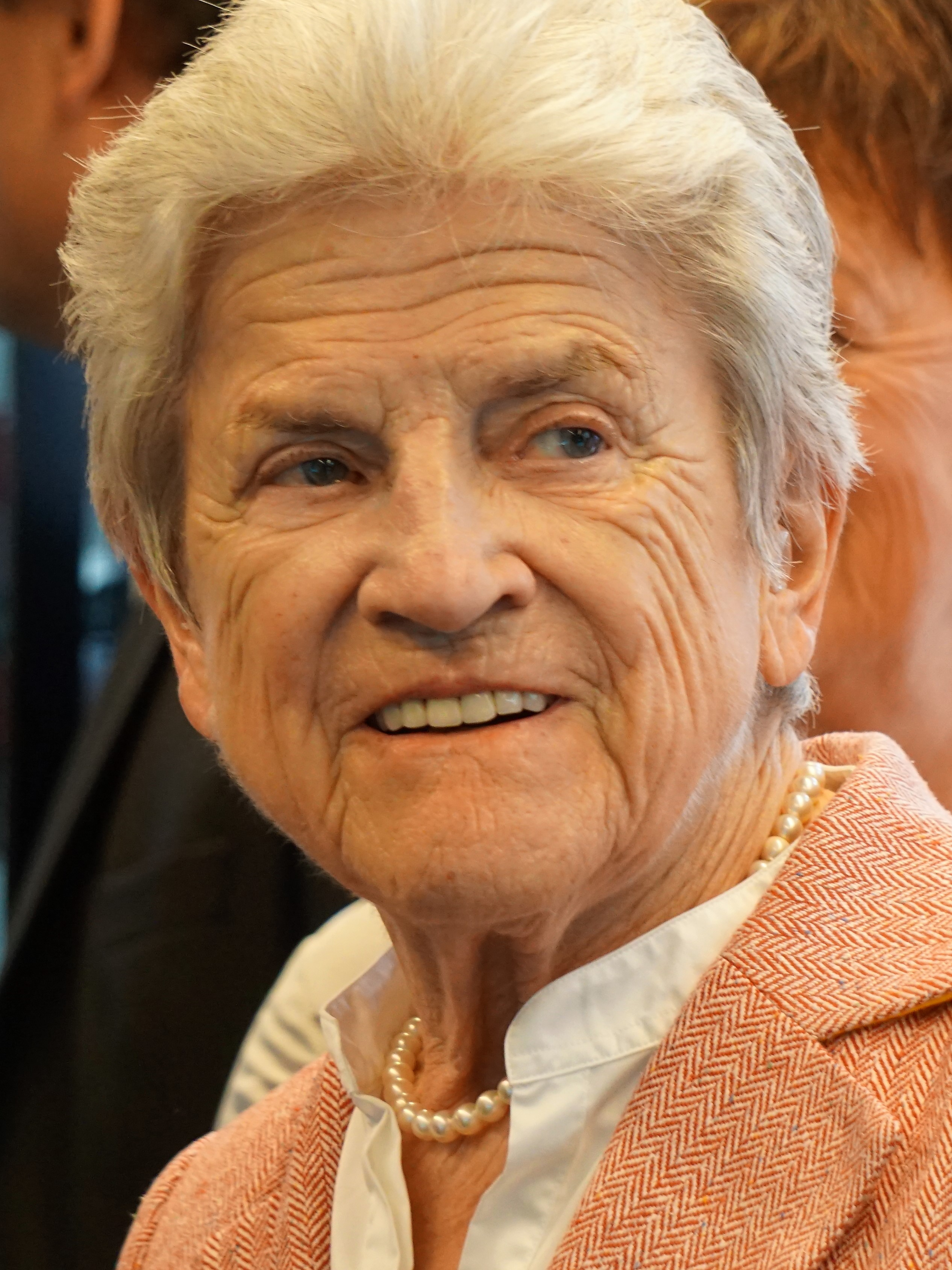
Colette Flesch (2022)

Colette Flesch (* 16. April 1937 in Düdelingen) ist eine luxemburgische Politikerin der Demokratesch Partei und ehemalige Fechterin.

## Berufliche und sportliche Laufbahn
Flesch absolvierte ein Studium der Wirtschafts- und Politikwissenschaften in den USA. Anschließend war sie von 1964 bis 1969 als Verwaltungsrätin im Sekretariat des Rats der Europäischen Gemeinschaften (EG) tätig.
Während des Studiums und der Berufstätigkeit war sie zugleich aktive Sportlerin und nahm als Fechterin an den Olympischen Sommerspielen 1960 in Rom, 1964 in Tokio sowie 1968 in Mexiko-Stadt teil. 1967 wurde sie zur luxemburgischen Sportlerin des Jahres gewählt.

## Politische Laufbahn

### Abgeordnete, Parteivorsitzende und Bürgermeisterin
Colette Flesch begann ihre politische Laufbahn 1969 mit der Wahl zum Mitglied der Abgeordnetenkammer (Chambre des députés). Dort vertrat sie zunächst bis 1980 sowie später nochmals von 1984 bis 1990 die Demokratesch Partei (DP). Sie war zu dem 1977 bis 1980 deren Generalsekretärin sowie von 1980 bis 1989 Präsidentin der DP. Von 1985 bis 1990 übernahm sie auch das Amt der Präsidentin der Europäischen Liberalen, Demokratischen und Reformpartei (ELDR).
Seit dem 13. Juni 2004 ist sie wieder Mitglied der Abgeordnetenkammer und dort Mitglied einiger Ausschüsse.
1970 wurde sie zugleich zur Bürgermeisterin der Stadt Luxemburg gewählt. Dieses Amt übte sie bis 1980 aus.

### Ministerin
Vom 22. November 1980 bis zum 20. Juli 1984 war sie Stellvertretende Premierministerin im Kabinett von Pierre Werner. Zugleich war sie auch Ministerin für Äußeres, Außenhandel, Kooperation, Wirtschaft, Klein- und Mittelständische Betriebe sowie Justiz. In der Funktion der Außenministerin war sie im zweiten Halbjahr 1980 auch als erste Frau Präsidentin des Rats der Europäischen Union. In demselben Ministeramt hatte sie auch mit den Turbulenzen zu tun, als am 19. Februar 1982 Belgien entgegen jeder Vereinbarung unangekündigt und einseitig den belgischen Franken abwertete.

### Europapolitikerin
Als Parlamentsabgeordnete vertrat sie von 1969 bis 1980 auch die Interessen Luxemburgs im Europaparlament. Nach ihrem Ausscheiden aus der Abgeordnetenkammer wurde sie 1990 Generaldirektorin für Kultur, Information und den Übersetzungsdienst der Europäischen Kommission.
Anschließend war sie von 1999 bis 2004 wieder Mitglied des Europäischen Parlaments.

### 2004 bis heute
2004 wurde Colette Flesch wieder in die Abgeordnetenkammer gewählt. Unter anderem war sie Vize-Präsidentin des Ausschusses für Wirtschaft, Energie, Post und Sport sowie des Ausschusses für Hochschulwesen, Forschung und Kultur. Des Weiteren saß sie im Parlamentsbüro sowie der Justizkommission.
2005 wurde die Politikerin auch in den Gemeinderat der Stadt Luxemburg gewählt, und ist unter anderem Kulturschöffin. Im Januar 2008 trat sie zurück und hat diesen Posten Lydie Polfer überlassen.
2009 wurde Colette Flesch nicht mehr ins Parlament gewählt und hat sich aus der aktiven Politik zurückgezogen.

## Sonstiges Engagement
Von 1992 bis 1998 gehörte sie dem Kuratorium der Friedrich-Naumann-Stiftung an.